# Scale mobili Santa Lucia
Le scale mobili Santa Lucia costituiscono una delle principali infrastrutture di mobilità urbana di Potenza. Inaugurate nel 2010, si sviluppano per circa 600 metri lungo il vallone omonimo, collegando i rioni Poggio Tre Galli, Cocuzzo e Verderuolo con Porta Salza, accesso al centro storico della città. Questo tratto rappresenta la porzione più estesa del sistema meccanizzato di scale mobili di Potenza, che, con una lunghezza complessiva di circa 1,3 chilometri, è il più lungo d’Europa e uno dei maggiori a livello mondiale; oltre alle Santa Lucia vi sono le scale mobili Prima (viale Marconi-via del Popolo, inaugurata nel 1994 e lunga 430 m), via Armellini (via Armellini-via Due Torri, inaugurata nel 2008 e lunga 50 m) e Basento (inaugurata nel 2021, dalla stazione di Potenza Centrale porta al Mobility Center nei pressi del Tribunale). Nel contesto mondiale, il sistema di scale mobili di Potenza, con i suoi 1,3 chilometri di sviluppo complessivo, è secondo solo a quello di Tokyo, che raggiunge una lunghezza di circa 1,5 chilometri. La rete potentina, tuttavia, rappresenta uno dei pochi esempi al mondo di infrastruttura meccanizzata urbana così articolata, concepita per superare i forti dislivelli topografici della città.

## Storia e caratteristiche
Il progetto comprende anche il Ponte Attrezzato di viale dell'Unicef per un totale di 16,5 milioni di euro. È stato costruito un parcheggio nei pressi dello stesso ponte attrezzato, dal 1º ottobre 2019 utilizzabile gratuitamente.

## Percorso
La linea Santa Lucia attraversa interamente l'omonimo vallone che divide le aree periferiche di Poggio Tre Galli, Verderuolo, Cocuzzo e Gallitello dalle centrali Murate, Montereale e lo stesso centro storico, dove termina all'altezza di Portasalza. La linea Prima parte dai pressi dello Stadio Viviani per risalire in viale Dante, via Vespucci e piazza Vittorio Emanuele II, dove tramite un sottopasso e degli ascensori si raggiunge la piazza principale della città, Piazza Mario Pagano. La linea Armellini parte dai pressi della stazione di Potenza Rione Mancusi e risale via Caserma Lucania per terminare nei pressi del Municipio. La linea Basento collega la stazione di Potenza Centrale al Tribunale (e quindi allo stadio Viviani, da cui è possibile accedere alla linea Prima); questa linea include anche un sottopasso che dall'interno della stazione Centrale raggiunge il terminal bus di viale del Basento, il cui progetto è stato completato nel 2012.

## Traffico giornaliero
Tra il 2010 ed il 2014 avevano raggiunto le 15000 unità di passaggi al giorno, fino a 25000 nelle punte, ma successivamente è sceso fin sotto i 6000 a causa di un malfunzionamento.

## Nella cultura di massa

### Cinema
- La notte più lunga dell'anno[9] - 2022